# Gerd Theissen
Gerd Theissen (en alemán: Gerd Theißen; Rheydt, Renania del Norte-Westfalia; 24 de abril de 1943) es un teólogo y académico alemán estudioso del Nuevo Testamento. Profesor emérito de teología del Nuevo Testamento en la Universidad de Heidelberg, a Theissen se le acredita ser el iniciador de los estudios del Nuevo Testamento desde una perspectiva sociológica, es decir, el estudio de la relación entre los textos escritos y el comportamiento humano. La Academia Británica lo consideró «uno de los primeros pioneros en la aplicación de los principios y métodos de la sociología al estudio del Nuevo Testamento».

Se trata de un excelente biblista que desarrolla en forma narrativa una imagen de Jesús y de su tiempo comprensible al hombre de hoy y acorde con el estado actual de la investigación.
Raymond Edward Brown, en ocasión de recomendar
 el libro de Gerd Theissen, La sombra del Galileo

## Educación y carrera académica
Theissen estudió germanística y teología en la Universidad de Bonn. Obtuvo su doctorado en teología en la especialidad Teología protestante en 1968. Luego estudió Teología evangélica en la misma universidad. Obtuvo su habilitación en 1972 en la Universidad de Bonn, con un trabajo en el que efectuaba el análisis crítico de los relatos de milagros en el cristianismo. Entre 1973 y 1978 se desempeñó en la Universidad de Bonn, primero como conferencista y luego como profesor. En 1978, fue nombrado profesor de la Universidad de Copenhague. Desde 1980 es profesor en la Universidad de Heidelberg. Desde 2007 hasta septiembre de 2009, fue secretario del área de Filosofía de la Academia de Ciencias de Heidelberg.

## Vida personal
El padre de Gerd Theissen fue matemático y profesor de física, y su madre una trabajadora social.
Theissen pertenece a la Iglesia evangélica. En 1968 se casó con la psicoterapeuta Christa Schaible, por entonces asistente en el Seminario de Psicología en Bonn, con quien tuvo dos hijos.

## Trabajo
A Theissen se le acredita haber iniciado de manera efectiva los estudios del Nuevo Testamento desde una perspectiva sociológica, es decir, el estudio de la relación entre los textos escritos y el comportamiento humano. Su Estudios de sociología del cristianismo primitivo 
(Sociology of early Palestinian Christianity, 1978, Alban Books Limited, ISBN 978-0-8006-1330-3) fue valorado por su utilidad para la interpretación de la literatura intertestamentaria.
En 2002, Theissen fue acreedor de la Medalla Burkitt para los Estudios Bíblicos por parte de la Academia Británica. Según la Academia Británica, son obras notables en el campo de sociología The First Followers of Jesus: A Sociological Analysis of the Earliest Christians (que se concentra en las condiciones de vida de Palestina) y The Social Setting of Primitive Christianity (un estudio paulino que se relaciona principalmente con Corinto).

Pero el profesor Theissen no es simplemente un sociólogo. Él nunca ha dejado de ser un teólogo, que siempre hizo hincapié en la teología, así como en la importancia histórica de los estudios sociológicos y ha escrito específicamente sobre el significado de la fe. Critical Faith: an Evolutionary Approach es particularmente importante a este respecto. Pero sus publicaciones recientes también incluyen The Religion of the Earliest Churches, Gospel Writing and Church Politics: a Socio-rhetorical Approach, y The Shadow of the Galilean. Esta última es una vida inusual de Jesús, accesible a cualquier lector inteligente, pero sobre la base de la más estricta disciplina crítica.

## Obras de Theissen
Las obras de Gerd Theissen se tradujeron a más de una decena de idiomas, tanto europeos como asiáticos.

### En inglés
Entre las obras de Theissen traducidas al inglés se encuentran:
- Psychological Aspects of Pauline theology, T. & T. Clark Publishers, Ltd.; 1st edition (May 1999), ISBN 0-567-09479-0.
- The Shadow of the Galilean: The Quest of the Historical Jesus in Narrative Form (1987),Fortress Press; Updated edition (2007),ISBN 0-8006-3900-6.
- The Historical Jesus: A Comprehensive Guide, by Gerd Theissen, Annette Merz, Augsburg Fortress Publishers (1998), ISBN 0-8006-3122-6.
- Gospel Writing and Church Politics: A Socio-rhetorical Approach (Chuen King Lecture Series - CKLS 3 Chung Chi College: The Chinese University of Hong Kong) (2001), ISBN 962-7137-29-4.
- The miracle stories of the early Christian tradition, Fortress Pr (1983), ISBN 0-8006-6205-9.
- The Social Setting of Pauline Christianity: Essays on Corinth, Wipf & Stock Publishers (2004), ISBN 1-59244-871-2.
- Biblical Faith: An Evolutionary Approach, Fortress Press; 1 edition (2000), ISBN 0-8006-1842-4.
- The Quest for the Plausible Jesus: The Question of Criteria, by Gerd Theissen, et al. Westminster John Knox Press (2002), ISBN 0-664-22537-3.
- The Religion of the Earliest Churches: Creating a Symbolic World, Fortress Press (1999), ISBN 0-8006-3179-X.
- Fortress Introduction to the New Testament, FORTRESS PRESS (2003), ISBN 0-8006-3622-8.
- Sociology of Early Palestinian Christianity, Fortress Pr (1978), ISBN 0-8006-1330-9.
- The Gospels in Context: Social and Political History in the Synoptic Tradition, T. & T. Clark Publishers (1999), ISBN 0-567-29602-4
- Social Reality and the Early Christians: Theology, Ethics and the World of the New Testamen, T. & T. Clark Publishers (1999), ISBN 0-567-09618-1.
- The Bible and Contemporary Culture, Fortress Press (2007), ISBN 0-8006-3863-8.
- The first followers of Jesus: A sociological analysis of the earliest Christianity, S.C.M. Press (1978), ISBN 0-334-00479-9.
- The Open Door: Variations on Biblical Theme, Fortress Pr; 1st Fortress Press ed edition (1991), ISBN 0-8006-2561-7.
- A Critical Faith: A Case for Religion, Augsburg Fortress Publishers (1979), ISBN 0-8006-1373-2.
- The Social Setting of Jesus and the Gospels, by Gerd Theissen and others, Fortress Press (2002), ISBN 978-0-8006-3452-0.
- A Theory of Primitive Christian Religion, SCM press (1999), ISBN 0-334-02913-9.
- The Sign Language of Faith, SCM press (1995), ISBN 978-0-334-02598-6.
- Traces of Light, Presbyterian Pub Corp (1996), ISBN 0-334-02629-6.
- Signs of Life, SCM Press (1998), ISBN 978-0-334-02757-7.
- The New Testament : history, literature, religion, T & T Clark (2003), ISBN 0-567-08949-5.
- New Testament (Understanding the Bible and Its World), T & T Clark International (2003), ISBN 0-567-08191-5.
- The New Testament: A Literary History, Fortress Press, (2012), ISBN 978-0-8006-9785-3

### En español
Entre las obras de Theissen traducidas al español se cuentan:
- — (1985). Estudios de sociología del cristianismo primitivo. Salamanca: Ediciones Sígueme. ISBN 978-84-301-0975-3.
- — (1988). La sombra del Galileo: las investigaciones históricas sobre Jesús traducidas a un relato. Salamanca: Ediciones Sígueme. ISBN 978-84-301-1061-2.
- — (1992). Sociología del movimiento de Jesús. Voz de los sin voz.
- — (1993). La puerta abierta: variaciones bíblicas para la predicación. Salamanca: Ediciones Sígueme. ISBN 978-84-301-1204-3.
- — (1997). Colorido local contexto histórico en los Evangelios: una contribución a la historia de la tradición sinóptica. Salamanca: Ediciones Sígueme. ISBN 978-84-301-1323-1.
- —; Merz, Annette (1999). El Jesús histórico (2.ª edición edición). Salamanca: Ediciones Sígueme. ISBN 978-84-301-1349-1.
- — (2002). La religión de los primeros cristianos. Salamanca: Ediciones Sígueme. ISBN 978-84-301-1465-8.
- — (2002). La fe bíblica: una perspectiva evolucionista. Editorial Verbo Divino. ISBN 978-84-8169-554-0.
- — (2002). La redacción de los evangelios y la política eclesial: un enfoque socio-retórico. Editorial Verbo Divino. ISBN 978-84-8169-508-3.
- —. El movimiento de Jesús. Salamanca: Ediciones Sígueme. ISBN 978-84-301-1581-5.
- — (2003). El Nuevo Testamento. Historia, literatura, religión. Sal Terrae. ISBN 978-84-293-1503-5.
- --- (2019). El abogado de Pablo. Salamanca: Ediciones Sígueme.  ISBN: 978-84-301-2025-3